# Zuras (personaggio)
Zuras è un membro della razza nota come Eterni, che vivono nell'Universo Marvel.
Il personaggio, creato da Jack Kirby, è apparso per la prima volta in Eternals 5 (novembre 1976).
Zuras è nato nella città degli Eterni Titan (sul pianeta Terra). È lo zio di Thanos, il figlio di Kronos e Daina e il fratello di A'Lars (Mentore). In seguito sposa Cybele, da cui ha una figlia, Thena. Zuras ha conteso la guida degli Eterni di Titano con A'Lars, alla morte di Kronos.
Zuras è il primo Eterno a essere capace di creare una Uni-Mente, ed è stato scelto come leader degli Eterni terrestri.